# Kami Craig
Kameryn Louise "Kami" Craig (Camarillo, 21 de julho de 1987) é uma jogadora de polo aquático estadunidense, bicampeã olímpica e tricampeã mundial.

## Carreira
Craig disputou três edições de Jogos Olímpicos pelos Estados Unidos: 2008, 2012 e 2016. Na sua primeira aparição, em Pequim, obteve a medalha de prata. Quatro anos depois fez parte do elenco campeão olímpico em Londres 2012. Em sua última participação olímpica voltou a conquistar a medalha de ouro, dessa vez nos Jogos do Rio de Janeiro.